# Nizino (rejon łomonosowski)
Nizino (ros. Низино) – wieś (dieriewnia) w Rosji, w obwodzie leningradzkim, w rejonie łomonosowskim. W 2010 liczyła 2454 mieszkańców.